# Андрій Швець
Андрій Швець (бл. 1727 — між 1787 і 1795) — український селянин і ремісник із села Кирилівка (нині — Шевченкове Звенигородського району Черкаської області), прадід українського поета і художника Тараса Шевченка. Родоначальник кирилівської гілки роду Шевченків.

## Біографія

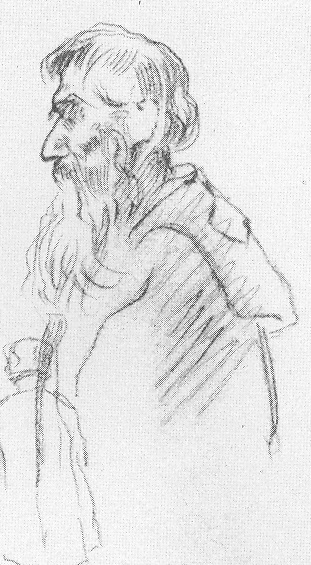
Син Андрія і Єфросинії — Іван (рідний дід Тараса Шевченка). Малюнок Тараса Шевченка. Олівець, травень 1843 р.

Андрій Швець народився орієнтовно в 1727 році. Його дружиною була Єфросинія Іванівна (1739 — †24 березня (5 квітня) 1810), яка пережила чоловіка і померла у віці бл. 71 року від «натуральної хвороби».
Згідно з Інвентарем села Кирилівка за 1779 рік родина Андрія була однією з небагатьох у селі, які сплачували високий чинш — 21 злотий, що свідчить про його статус, як ремісника. Вірогідно, Андрій шевцював (займався виготовленням і ремонтом взуття), що стало основою для прізвища Швець, з якого пізніше утворилося прізвище Шевченко (буквально «син шевця»).
У 1787 році Андрій Швець мешкав у Кирилівці разом із дружиною, трьома синами — Іваном (1766 — >1786), Кіндратом (1767—1827), Олексієм (1775—1822) і дочкою Оксаною (1768 — >1798). Його син Іван Шевченко (1756—1849) — дід Тараса Шевченка — проживав вже зі своєю родиною окремо, використовуючи прізвище — Шевченко.

## Міфи про походження Андрія Швеця
З 90-х років ХХ ст. побутувала версія, що Андрій Швець міг бути тією ж особою, що й Андрій Товстик — військовий писар Запорозької Січі. Проте архівні матеріали спростовують цю гіпотезу. Встановлено, що Андрій Товстик, уродженець містечка Лохвиця Лубенського полку, помер до 1765 року. Натомість Андрій Швець був живим щонайменше до 1787 року, що виключає можливість їхньої ідентичності.
Також існував поширений міф про те, що Андрій був «безрідним приймаком», який нібито взяв прізвище свого тестя Івана Швеця з с. Кирилівки. Згідно з Інвентарем 1779 року, прадід Тараса Шевченка, Андрій Швець належав до стану селян. Він був самостійним господарем і мав певний соціальний статус. Це спростовує твердження про те, що він був приймаком і взяв прізвище свого тестя.

## Смерть

Шевченківський коледж

Точна дата смерті Андрія Швеця невідома. Зафіксовано, що в ревізькій казці за 1795 рік його дружина вже значилася вдовою, тож він помер у період між 1787 і 1795 роками. Місця поховання, як і саме старе кладовище не збереглося. Радянська влада зрівняла кладовище із землею і побудувала на цьому місці в 1923 році середній навчальний заклад сільськогосподарського типу (з 2010 року — Шевченківський коледж Уманського національного університету садівництва).